# Aconitum chuanum
Aconitum chuanum är en ranunkelväxtart som beskrevs av Wen Tsai Wang. Aconitum chuanum ingår i släktet stormhattar, och familjen ranunkelväxter. Inga underarter finns listade i Catalogue of Life.